# 콜렛 라이온스

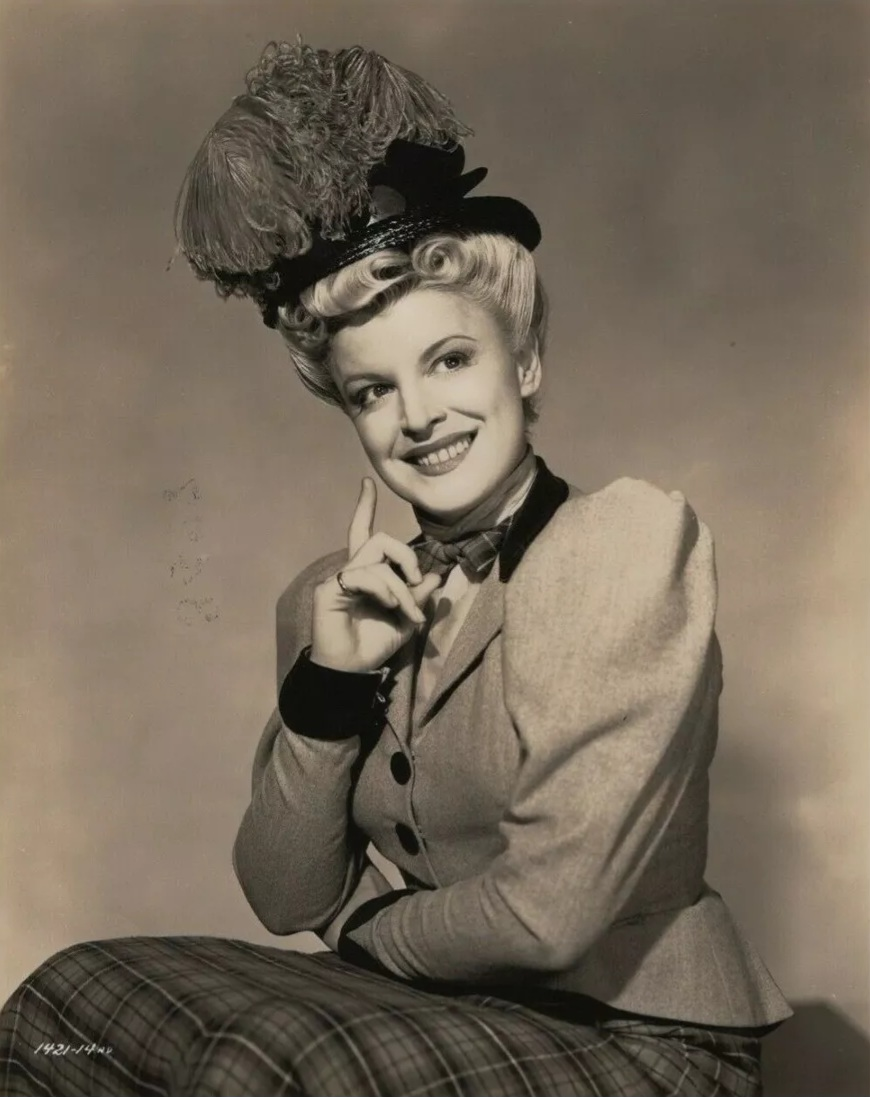

콜렛 라이온스(Collette Lyons, 1908년 10월 3일 ~ 1986년 10월 5일)는 미국의 배우, 텔레비전 배우, 영화배우, 연극 배우이다.
보스턴에서 태어났으며 로스앤젤레스에서 사망하였다.

## 영화
- 페이튼 플레이스 2 (1961년)
- 와바시 애비뉴 (1950년)
- 돌리 시스터스 (1945년)